# Sri Chinmoy
 (mai 2024).
Sri Chinmoy, né Chinmoy Kumar Ghose le 27 août 1931 à Shakpura (Bangladesh) et mort le 11 octobre 2007 à New York (États-Unis), est un maître spirituel indien, écrivain, poète, artiste peintre et musicien.

## Biographie

### Jeunes années en Inde
Chinmoy Kumar Ghose naît dans le petit village de Shakpura (Bengale oriental, aujourd'hui Bangladesh) en 1931, il est le plus jeune d'une famille de sept enfants. En 1944, après la mort de ses parents, Shashi Kumar Ghose et Yoga Maya Bishwas Ghose, alors âgé de 12 ans il entre à l'ashram de Sri Aurobindo, une communauté spirituelle à Pondichéry (Sud de l'Inde),. Il y passe les 20 années suivantes en pratiques spirituelles — incluant de longues heures de méditation, la pratique de l'athlétisme, l'écriture de poésies, essais et chants spirituels. Il y gagne le titre de coureur le plus rapide pendant 12 années consécutives. Chinmoy raconte que pendant environ huit ans, il est le secrétaire personnel du secrétaire général de l'ashram, Nolini Kanta Gupta. Chinmoy a traduit ses écrits du bengali en anglais.

### Établissement aux États-Unis

#### Conférences

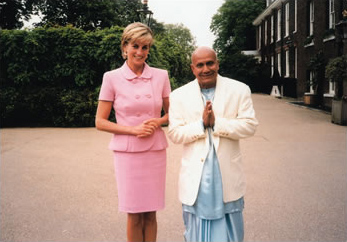
La popularité de Sri Chinmoy l'a amené à rencontrer plusieurs personnalités religieuses ou politiques, ici avec la princesse Diana en 1997 au palais de Kensington

En 1964, il s'établit à New York, tout d'abord en travaillant pour le consulat de l'Inde, grâce à quelques relations et malgré son absence de formation dans ce domaine. Il reçoit un soutien et des encouragements de ses collègues et de ses dirigeants pour donner des conférences sur l'hindouisme. Il commence à donner des conférences en 1968 sur des sujets spirituels lors d'une tournée aux États-Unis où il est accueilli dans les plus grandes universités, puis en 1970 en Europe, et plus tard aux Nations unies. Il ouvre son premier centre en 1966 à Porto Rico où il enseigne la méditation,,.
En 1974, il donne des conférences dans 50 universités de 50 États, et ces conférences sont publiées dans une série de livres en six parties sous le nom de 50 Freedom-Boats to One Golden Shore (1974). Dans les années 1970 et 1980, il voyage en Europe, en Asie et en Australie dans les universités, ce qui donne lieu à la publication de The Oneness of the Eastern Heart and the Western Mind,. Chinmoy publie également des livres, des essais, de la poésie spirituelle, des pièces de théâtre et des commentaires sur les Védas.
Jusqu'à la fin des années 1970, les principaux centres d'enseignement de Chinmoy se trouvent à New York, en Floride et aux Antilles. Au cours des décennies suivantes, des centres Sri Chinmoy sont ouverts dans plusieurs villes aux États-Unis, en Europe, en Asie australe, en Afrique du Sud et en Amérique du Sud, totalisant finalement 350 centres dans le monde,.
Pendant les années 1970, Chinmoy commence à jouer et à composer sur la flûte et l'esraj. En 1984, il commence à donner des « concerts de paix » gratuits dans le monde entier. Le concert à Montréal en septembre 2000 rassemble 17 000 personnes.

#### Rencontres

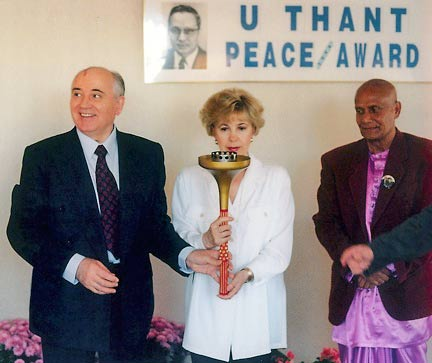
Sri Chinmoy ici avec Raïssa et Mikhaïl Gorbatchev en 1994

Aux États-Unis dans les années 1970, Chinmoy attire quelques célébrités autour de lui, comme les musiciens Carlos Santana, John McLaughlin, Narada Michael Walden, Roberta Flack, Clarence Clemons, Boris Grebenshikov, et l'athlète Carl Lewis. Chinmoy offre aux musiciens un chemin spirituel discipliné qui interdit l'usage de la drogue et de l'alcool, et encourage la musique et la poésie comme expressions de reconnaissance envers le Divin.
Santana et McLaughlin suivent Chinmoy pendant plusieurs années avant de partir. En 1973, ils sortent un album basé sur les enseignements de Chinmoy intitulé Love Devotion Surrender. McLaughlin suit l'enseignement de Chinmoy de 1970 à 1975. En 1971, il forme le Mahavishnu Orchestra, utilisant le nom spirituel que Chinmoy lui donne. McLaughlin présente Santana à Sri Chinmoy, et lui et sa femme Deborah sont ensuite ses disciples de 1972 à 1981.
Santana déclare : « Sans un guru, je ne sers que ma propre vanité, mais avec lui je peux être à votre service et au service de tout le monde. Je suis les cordes, mais il est le musicien. Le guru est diplômé du Harvard de la conscience et est assis aux pieds de Dieu,. » Santana publie trois albums sous le nom spirituel Devadip que Chinmoy lui donne : Illuminations (1974), Oneness (en) (1979) et The Swing of Delight (1980). En 2000, il déclare au groupe Rolling Stone qu'il a gardé beaucoup des bonnes choses de ses années avec le guru, même s'il le quitte.

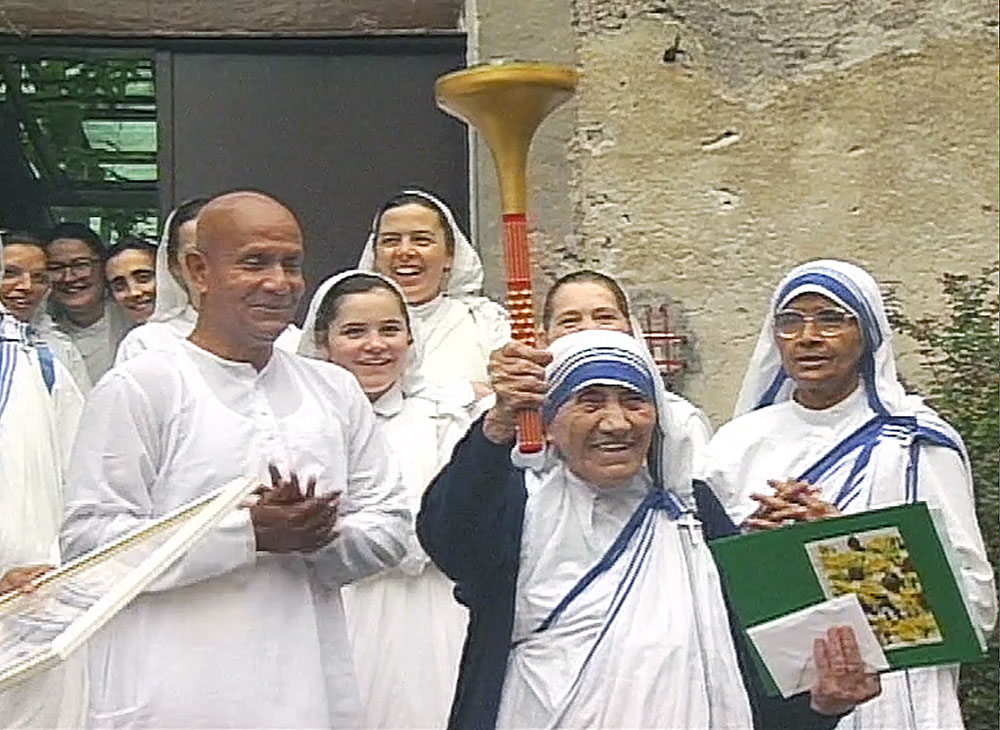
Sri Chinmoy et Mère Teresa qui porte le flambeau de la Peace Run en 1994

Chinmoy a beaucoup voyagé et a consacré ses nombreuses activités et les événements qu'il a fondé à la paix. Il a rencontré des personnalités et a souvent été décrit comme un ambassadeur de paix. Chinmoy a rencontré Mère Teresa à cinq reprises. Lors de leur deuxième réunion à Rome, en octobre 1994, Chinmoy lui a remis un prix. Au cours de la cérémonie, Mère Teresa dit à Sri Chinmoy : « Je suis tellement satisfaite de tout le bon travail que vous faites pour la paix mondiale et pour les gens dans de nombreux pays. Puissions-nous continuer à travailler ensemble et à partager ensemble pour la gloire de Dieu et pour le bien de l'homme,,. » Chinmoy a rencontré la princesse Diana au palais de Kensington le 21 mai 1997. Au cours des années, Chinmoy a eu des amitiés continues avec Mikhail Gorbatchev, Nelson Mandela, Mère Teresa et Desmond Tutu,.

#### Services

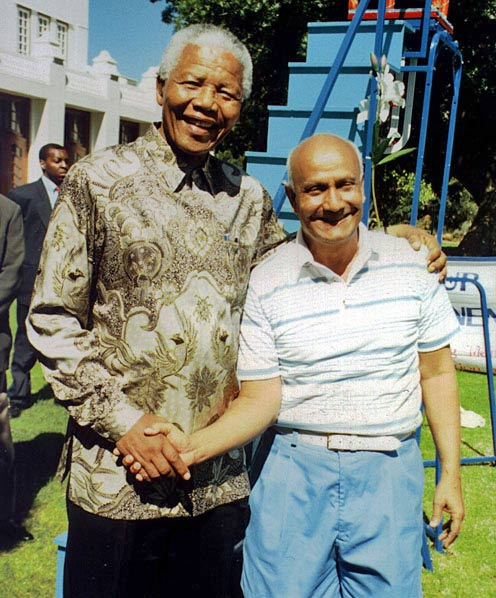
Sri Chinmoy avec Nelson Mandela à Prétoria en 1999

À partir d'avril 1970, et pendant plus de 37 ans, Sri Chinmoy organise des méditations bi-hebdomadaire aux Nations unies, réservées au personnel et aux représentants des ONG. Ces sessions s'appellent « les méditations pour la paix de Sri Chinmoy à l'ONU » (voir également section suivante « Philosophie »).
En 1987, Sri Chinmoy inaugure la Sri Chinmoy Oneness Home Peace Run, un relais symbolique pour la paix dans de nombreux pays du monde où les coureurs portent un flambeau représentant l'amitié et l’entente entre les peuples. Sri Chinmoy décrit son concept comme une « action de terrain en faveur de la paix ». Le thème « Oneness Home » de Peace Run, c'est que les gens sont tous des citoyens pacifiques sur une même planète,.
En 1991, Chinmoy lance le service humanitaire Oneness Heart Tears and Smiles qui envoie de la nourriture et des médicaments aux personnes dans le besoin. L'organisation, qui en 2007, avait déjà rendu service dans plus de 136 pays, commença avec des membres des Centres Sri Chinmoy qui distribuèrent une aide humanitaire aux enfants et adultes dans le besoin,. Elle travaille avec des ONG ou des gouvernements et fournit des fournitures médicales et éducatives aux pays bénéficiaires. Elle est servie par des professionnels de la santé et des bénévoles privés des cinq continents, dans des programmes qui fournissent des secours en cas de catastrophe, le développement régional, des soins et des fournitures médicales,. Le programme Kids to kids parrainé par Oneness Heart Tears and Smiles encourage les écoliers à préparer des packs de fournitures scolaires et des jouets pour les enfants défavorisés d'autres communautés.

### Conclusion

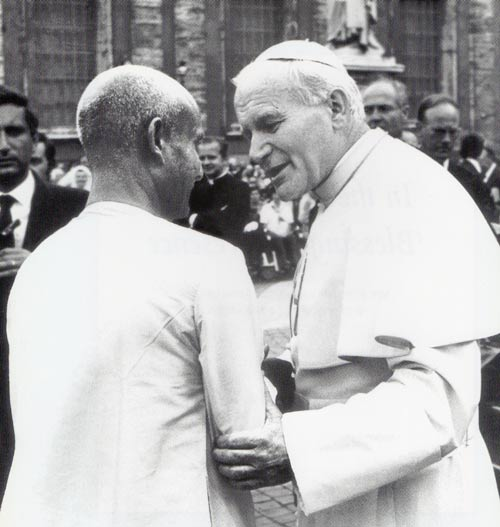
Sri Chinmoy et Jean-Paul II au Vatican en 1980

En 2007, Chinmoy a été nommé pour le prix Nobel de la paix par 51 Islandais membres du Parlement,, un professeur Canadien et un certain nombre de professeurs Tchèques.
Chinmoy n'a jamais facturé de frais pour ses conseils spirituels ou ses performances musicales. Il était respectueux envers toutes les religions et les personnalités religieuses du monde. 
Chinmoy est mort d'une crise cardiaque lors de sa résidence à Jamaica, Queens, New York, le 11 octobre 2007. Mikhail Gorbatchev a écrit que sa mort était « une perte pour le monde entier » et que « dans nos cœurs, il restera pour toujours un homme qui a consacré toute sa vie à la paix ».

## Philosophie

### Bhakti Yoga

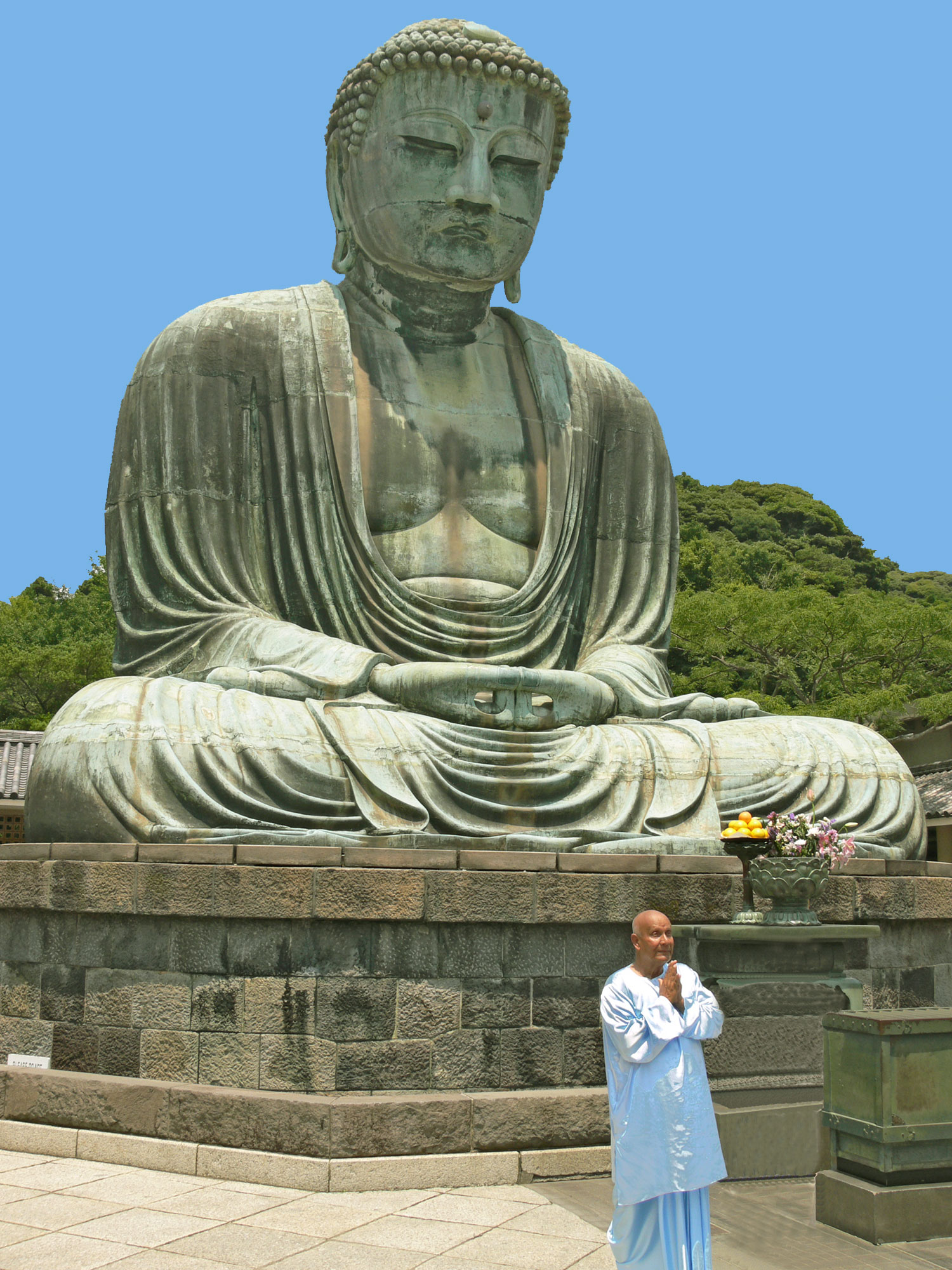
Sri Chinmoy méditant aux pieds de la statue du Bouddha à Kamakura au Japon en 2006

La spiritualité qu’il a enseignée et commentée dans ses nombreux ouvrages est de tradition hindouiste, et typique de ce qu’on appelle la voie bhakti ou bhakti yoga, un chemin spirituel d’amour et de dévotion à Dieu, pratiqué dans la prière et la méditation. Chinmoy enseigne que des progrès spirituels rapides peuvent être réalisés avec l'amour du divin, la dévotion envers le divin et l'abandon au divin,,. Il décrit l'amour divin comme l'offrande de soi et l'expansion de soi,.
Sa voie n’est pas celle du renoncement matériel ou de l’ascétisme, mais une voie du milieu qui permet à l’aspirant de renoncer ou de transformer les qualités négatives qui empêchent l'union avec le Divin. Chinmoy enseigne que la méditation sur le cœur met la lumière de l'âme en avant pour atteindre, dès que possible, la plus haute réalité. Chinmoy déclare : « Nous sommes tous des chercheurs, et notre objectif est le même : atteindre la paix intérieure, la lumière et la joie, devenir inséparablement un avec notre Source et mener une vie de véritable satisfaction ».

### Transcendance
Un élément important des enseignements de Chinmoy est la compréhension de la transcendance de soi. La transcendance de soi est le fait d'avoir un nouvel objectif et d'aller au-delà de nos capacités et limites précédentes, ce qui nous rend inévitablement heureux. La transcendance de soi, c'est l'objectif de progresser dans la vie en devenant un meilleur être humain plutôt que de rivaliser avec le reste du monde. Chinmoy croit que notre esprit est vraiment illimité.

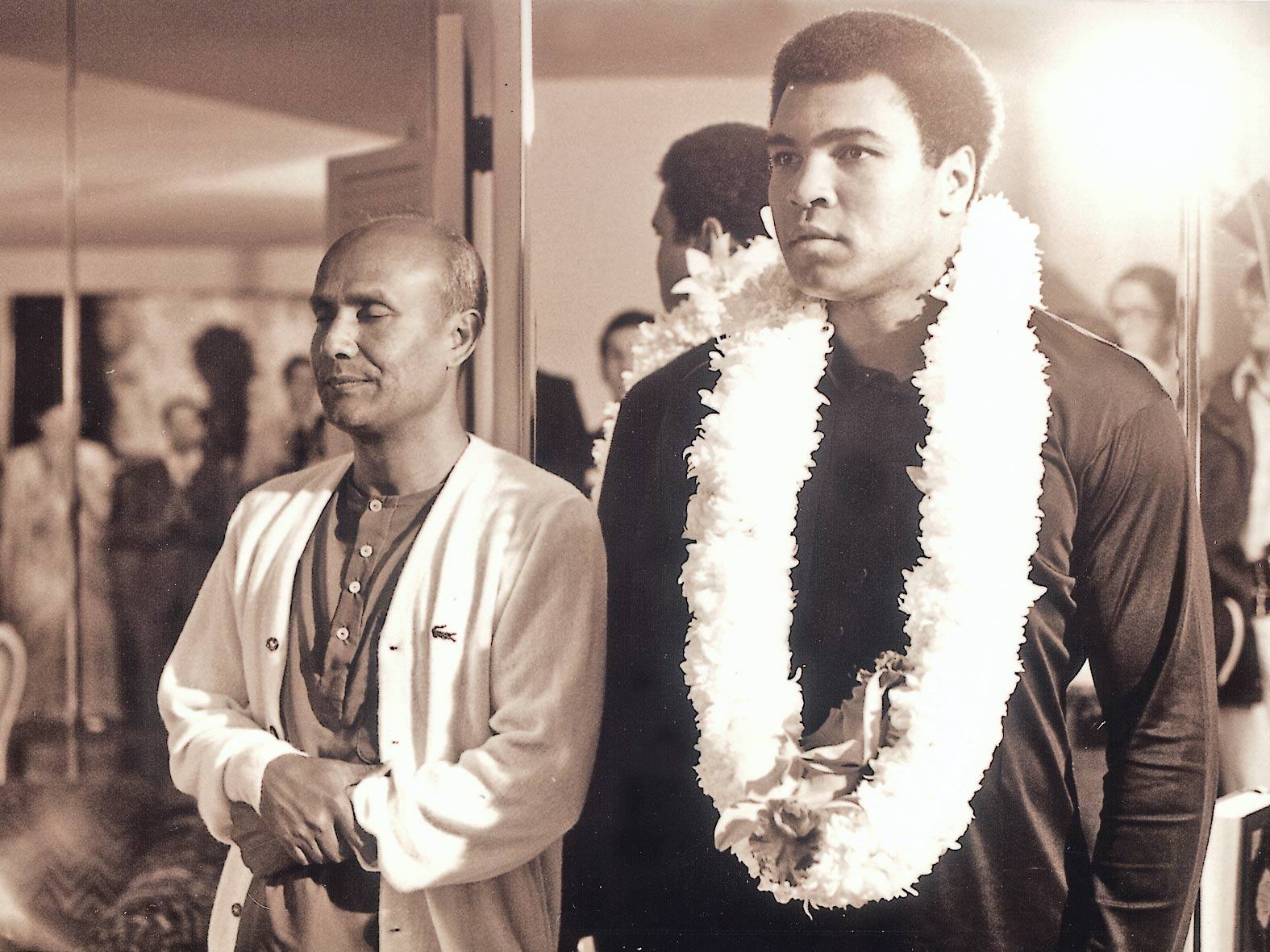
Sri Chinmoy honore Mohamed Ali

Chinmoy préconise « la transcendance de soi » en développant sa conscience pour conquérir les limites perçues par le mental, ce qui est souvent appliqué à l'athlétisme. Le médaillé d'or olympique Carl Lewis reçoit les conseils de Chinmoy. Il apprend à méditer grâce à lui et pratique régulièrement les techniques. Chrétien dévoué, Lewis déclare que son implication avec Chinmoy est un pas en avant pour l'accomplissement spirituel qui renforce ses croyances chrétiennes. En 2011, Lewis apparaît dans le documentaire Challenging Impossibility, qui présente les exploits de force réalisés par Chinmoy.
Selon les membres du Sri Chinmoy Marathon, plus de 45 traversées de la Manche à la nage ont été réalisées par une trentaine de leurs membres. D'autres événements sportifs sponsorisés par Chinmoy comprennent des courses d'ultra-distances, comprenant la Self-Transcendence 3100 Mile Race - une course de 5 000 km - l'alpinisme et le cyclisme de longue distance. En 2010, Ashrita Furman, qui détient plus de 150 records du monde du Guinness, a déclaré que « la méditation qu'il a apprise de Sri Chinmoy l'aide à accomplir ses performances au-delà de ses attentes »,,.

### Ouverture sur le monde

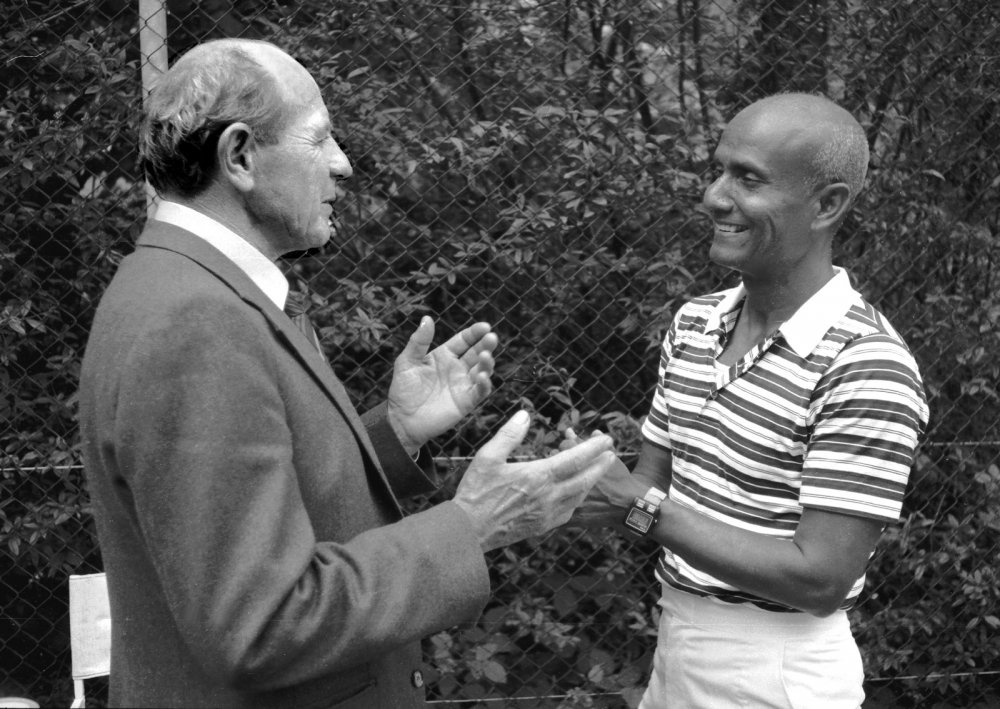
En juin 1980, Sri Chinmoy rencontre Emil Zatopek lors d'une course en Suisse organisée par le Sri Chinmoy Marathon Team

Sa philosophie, explique-t-il, c'est l'acceptation de la vie. En partageant bonne volonté et inspiration avec les autres et en servant l'humanité, le monde peut être transformé et la paix peut être réalisée. Bien qu'influencé par l'hindouisme, son chemin spirituel sert à une communauté internationale de chercheurs spirituels de milieux divers. Son originalité, à la différence des maîtres spirituels indiens dans les années 1970, est qu'il recommande, en plus des pratiques méditatives, la pratique des arts, de la musique et du sport comme compléments à la réalisation de soi.
Sa voie est une voie spirituelle contemporaine de yoga, pratiquée sous la direction d'un guide ou d'un enseignant spirituel,. Chinmoy a préconisé le brahmacharya - le célibat - pour les aspirants spirituels mariés et non mariés, et se concentrant sur l'expérience de la joie spirituelle intérieure plutôt que le plaisir. Selon un article de 1987 dans Hinduism Today (en), Chinmoy, en tant que maître spirituel de yoga, était célibataire. Contrairement à d'autres traditions anciennes, Chinmoy a enseigné qu'un retrait complet du monde n'était pas nécessaire pour le progrès spirituel, mais plutôt « une illumination progressive et totale de la vie ».

### Méditation

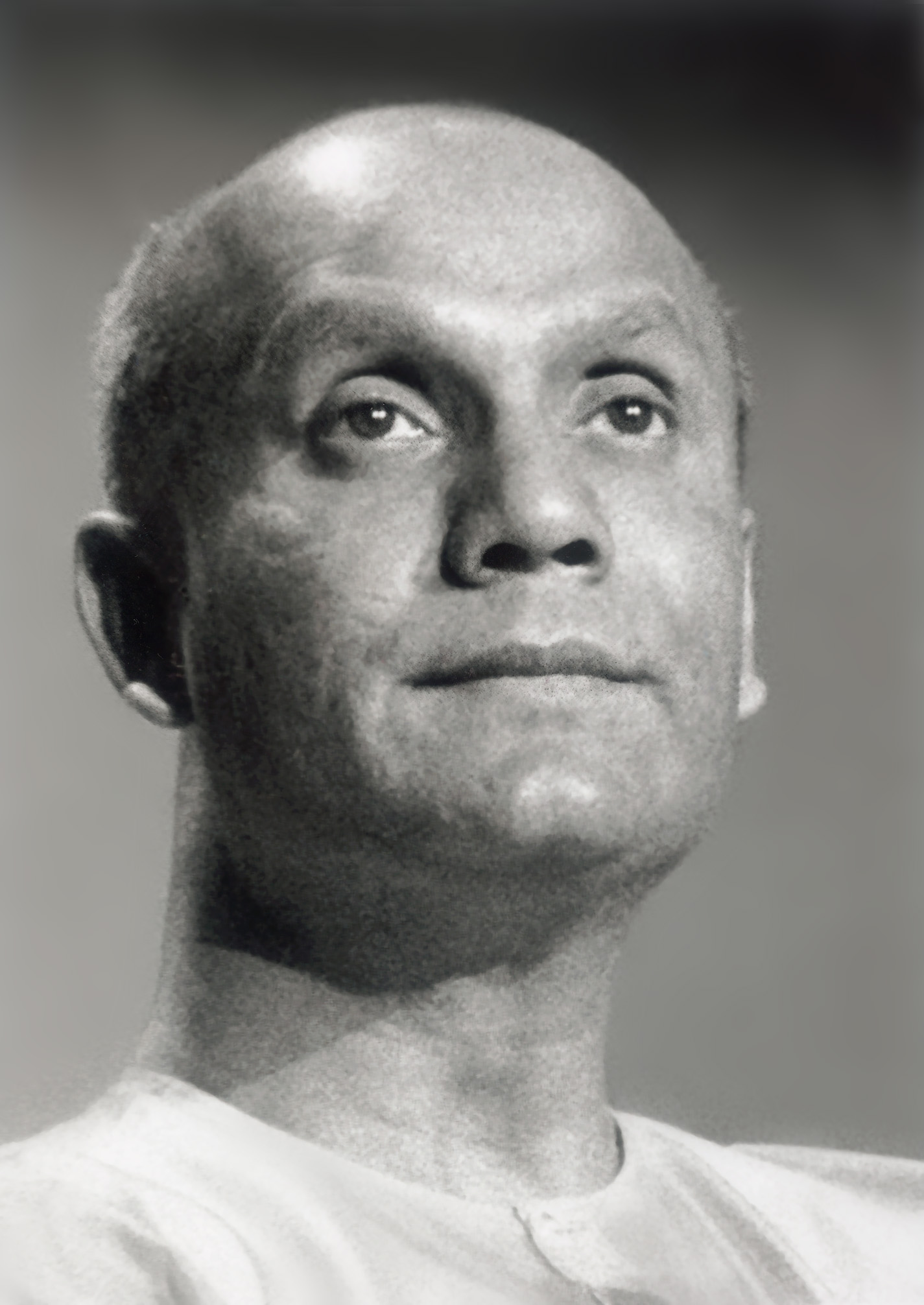
Sri Chinmoy en méditation

Chinmoy enseigne une gamme de techniques de méditation, en particulier celles qui calment l’esprit et le conduisent au silence — purifiant les pensées du mental — et celles qui méditent sur le cœur spirituel. Chinmoy explique que, en gardant son esprit calme et silencieux pendant dix ou quinze minutes, une nouvelle expérience peut commencer à émerger en soi et que cette pratique qui consiste à calmer l'esprit est la racine de tout progrès spirituel.
Chinmoy recommande la pratique de la méditation pendant l'atmosphère tranquille du début de matinée, avant de commencer les activités quotidiennes. Comme l'heure de Dieu traditionnelle, entre trois et quatre heures du matin connue sous le nom de Brahma Muhurta, peut ne pas convenir au style de vie occidental plus tardif, Chinmoy recommande aux débutants de méditer idéalement avant sept heures. Chinmoy enseigne que la prière et la méditation sont importants, mais avec une différence dans le résultat. La prière consiste à s'élever vers Dieu et à Lui parler, et la méditation est une pratique consistant à calmer les pensées afin que la présence de Dieu puisse nous envelopper et communier avec nous. Il enseigne également que lire des écrits spirituels ou chanter des chants fervents est utile pour se préparer à la méditation ou rester dans une ambiance méditative après la pratique. Chinmoy pense que la course à pied et la condition physique sont une aide à la vie spirituelle intérieure ainsi qu'à la vie active extérieure, et encourage ses disciples à courir tous les jours. Chinmoy considère que les avantages à courir sont de garder le corps en forme et clarifier l'esprit ; il estime que cela peut aussi être une forme de méditation extérieure.

#### Nations unies

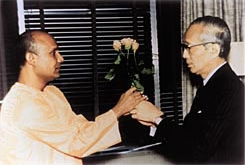
Sri Chinmoy avec U Thant au siège de l'ONU à New York en 1972

En 1970, Sri Chinmoy commence à donner des méditations pour la paix, deux fois par semaine aux Nations unies, pour les délégués de l'ONU, le personnel et les représentants des ONG sans confessionnalité. En 1976, il déclare : « Les idées des Nations unies sont la paix universelle et la fraternité universelle, et les idéaux des Nations unies sont une famille universelle et un cœur d'unité. »
Après avoir dirigé les méditations pour la paix, auxquelles ont assisté de nombreux employés et diplomates de l'ONU pendant plus de 37 ans, plus de 700 fonctionnaires des Nations unies, des ambassadeurs, des membres du Congrès des États-Unis et des représentants de diverses religions ont présenté leurs hommages à Sri Chinmoy à la suite de son décès, au cours d'une célébration posthume au siège des Nations unies à New York. Lors de cette cérémonie, Daw Aye Aye Thant, fille de l'ancien secrétaire général de l'ONU, U Thant, déclare dans son discours :

« Dans une lettre adressée à Sri Chinmoy en avril 1972, mon père a écrit : « En vérité, vous avez inculqué dans l'esprit de centaines de personnes les valeurs morales et spirituelles que nous chérissons tous les deux. Je chérirai toujours l'occasion mémorable de nos rencontres aux Nations unies. » [...] Je suis heureuse d'avoir connu Sri Chinmoy et d'avoir été en sa présence de nombreuses fois et d'avoir connu de nombreux membres du groupe. »

### Dialogue interconfessionnel

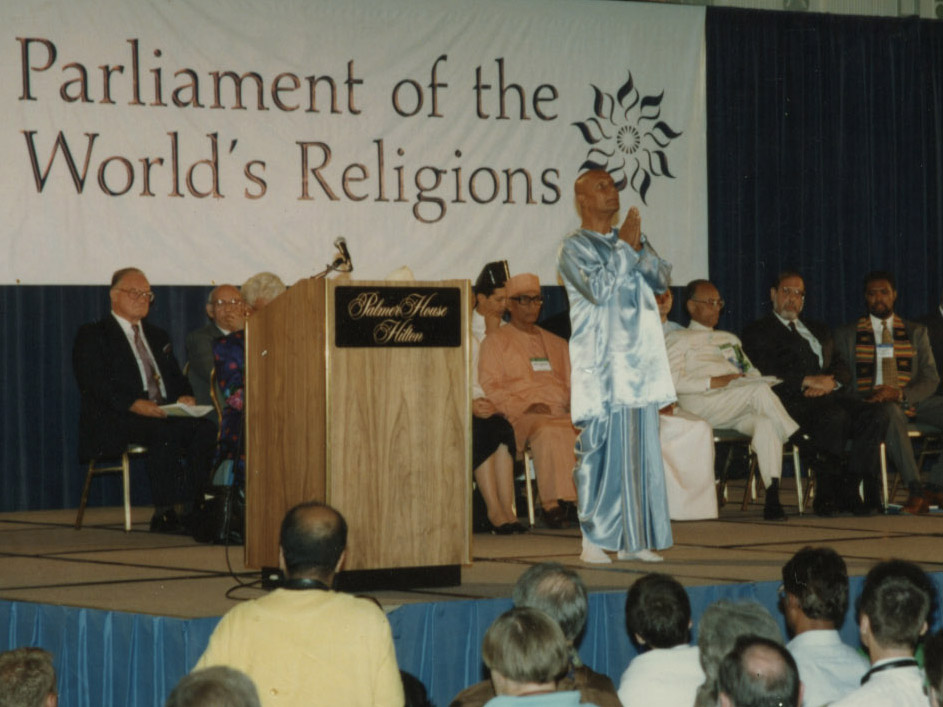
Chinmoy offre une méditation à l'ouverture du Parlement des religions à Chicago en 1993

Une partie intégrante de l'enseignement de Chinmoy est le respect des autres chemins spirituels et religions. Chinmoy écrit :

« La vraie religion a une qualité universelle. Elle ne trouve pas de défauts dans les autres religions. Le pardon, la compassion, la tolérance, la fraternité et le sentiment d’unité sont les signes d’une vraie religion. »

Les efforts de Chinmoy pour promouvoir l'harmonie inter-religieuse lui valent d'être invité à procéder à l'ouverture du Parlement des Religions du Monde à Chicago (1993) et Barcelone (2004) avec une méditation silencieuse.
Chinmoy indique que, bien qu'il ait été élevé dans la tradition hindoue, il ressent que sa seule religion est « l'amour de Dieu ».

## Arts

### Œuvres littéraires

#### Prose
Sri Chinmoy aurait écrit environ 1 500 livres, actuellement tous consultables en anglais et en intégralité sur un site internet. Quelques dizaines de livres sont traduits et publiés en français,.

#### Poésie

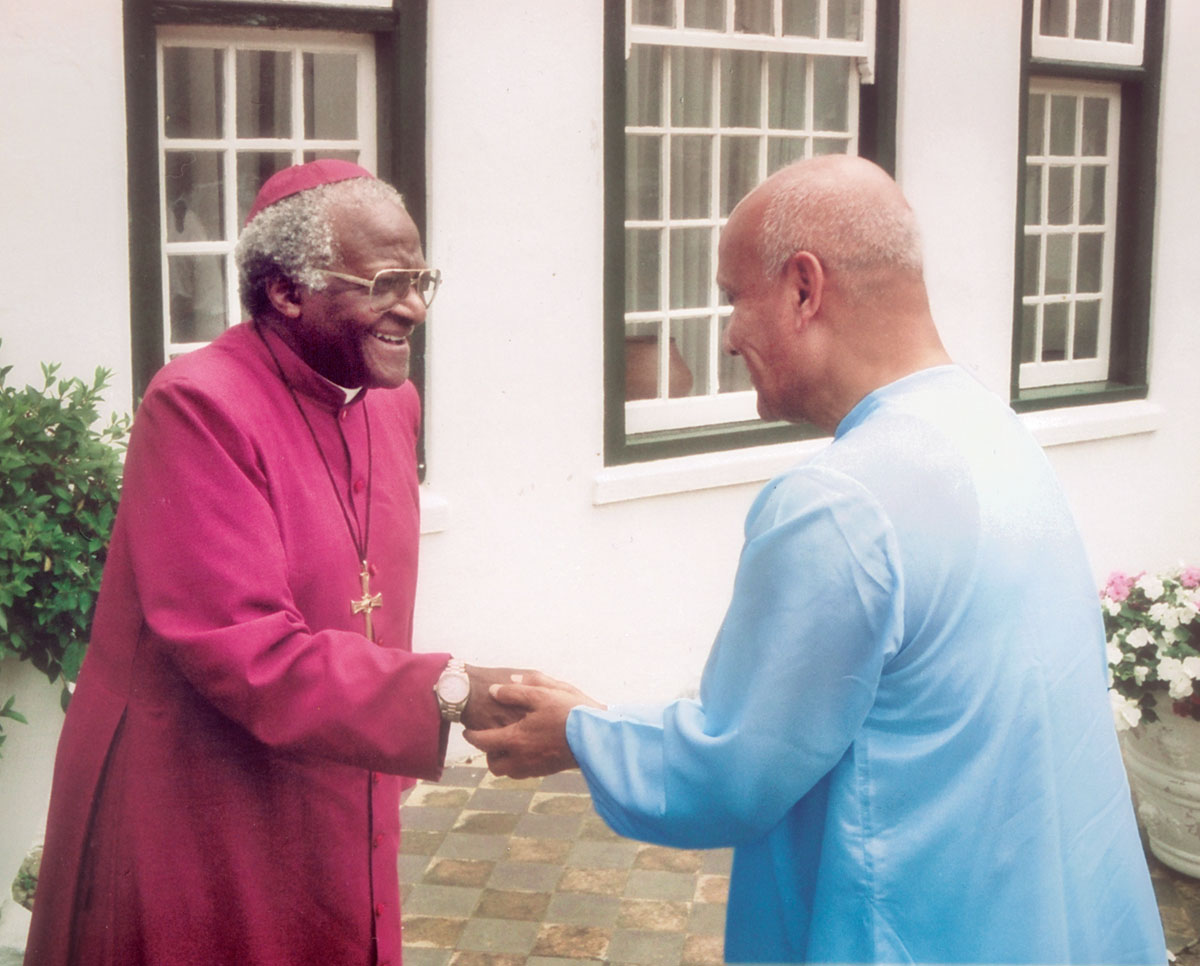
Sri Chinmoy avec l'archevêque et prix Nobel de la paix Desmond Tutu

Selon le Centre Sri Chinmoy, Chinmoy a publié plus de 120 000 poèmes,. Beaucoup de ces poèmes sont des aphorismes — un poème ou un verset spirituel court mais complet, tel que « Nous sommes tous vraiment illimités, à condition d’oser essayer et d’avoir la foi »,. Chinmoy a également publié des volumes de poésie de style plus classique,. En 2001, Chinmoy récite sa poésie aux Nations unies, dans le cadre d'un événement organisé par l'ONU pour promouvoir le « Dialogue des civilisations par la poésie »,.

### Œuvres picturales

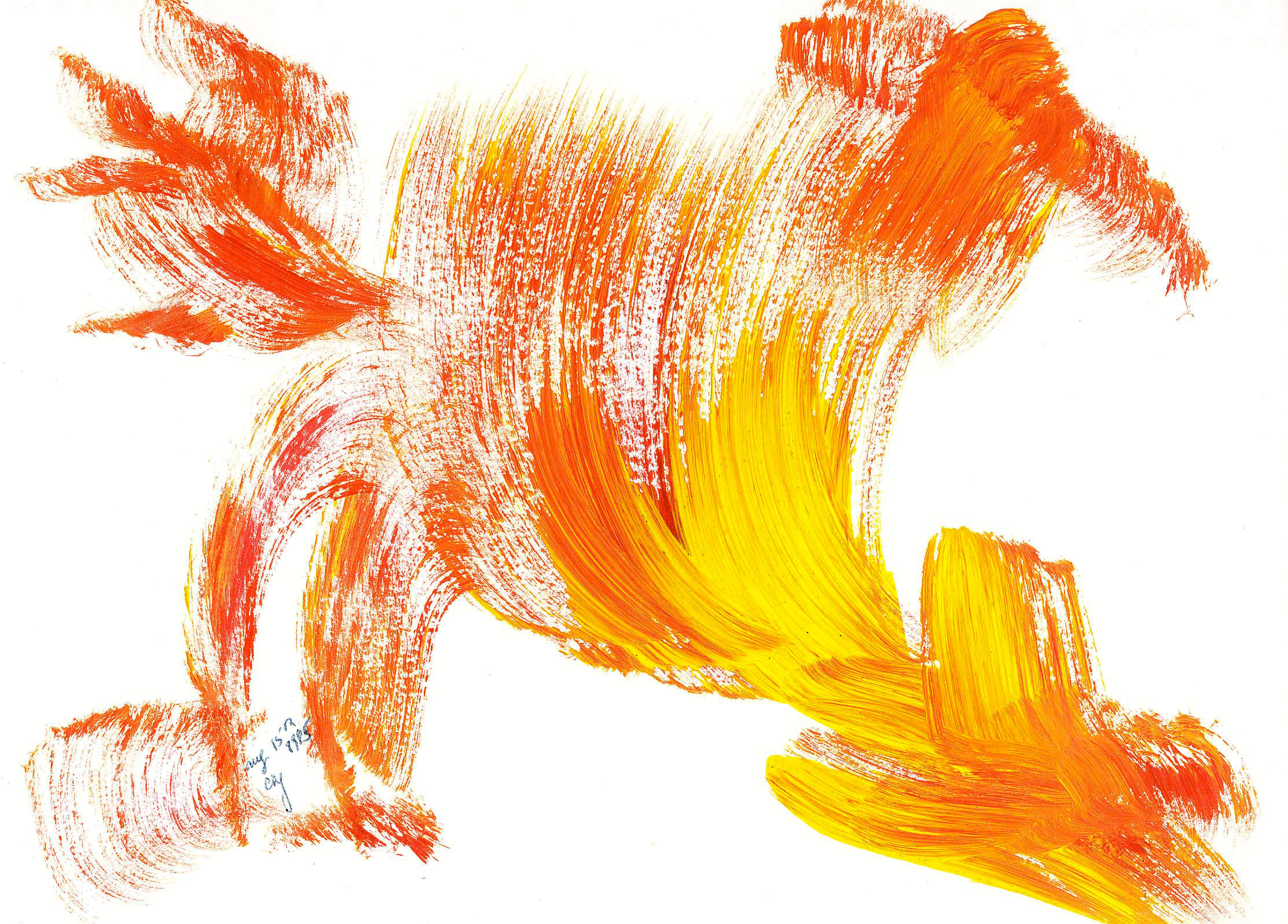
Acrylique de Sri Chinmoy

Chinmoy commence à peindre en 1974 au cours d’une visite à Ottawa, Canada. Il appelle son œuvre picturale « Jharna Kala », Fontaine d’Art en bengali. L’art de Chinmoy est inspiré par les thèmes de l’unité universelle et de la paix universelle,.
Ses peintures abstraites sont en partie des acryliques, en partie des dessins au crayon. Chinmoy utilise une grande variété d’éponges, de pinceaux et de couleurs pour peindre dans un style spontané mystique unique avec une grande vigueur, et avec un mouvement et un rythme très appuyés. Chinmoy dit que lorsqu’il peint, il trouve un flot spontané de créativité qui provient du calme de sa méditation et qui lui permet de suivre une inspiration intérieure, ou un rayon de lumière. En décembre 1991, Chinmoy commence une nouvelle collection intitulée « Dream-Freedom-Peace-Birds » (Oiseaux de Rêve de Paix-Liberté) ou Oiseaux de l’Âme. Les dessins d’oiseaux sont souvent de simples esquisses zen composant un oiseau unique jusqu’à des compositions immenses comprenant des milliers d’oiseaux. Ces dessins d’oiseaux de l’âme symbolisent, selon Chinmoy, l’imploration du cœur de l’humanité pour la liberté,,.
Ses œuvres ont été exposées au Carrousel du Louvre et à l’Unesco à Paris, au Palais des Rois de Majorque à Perpignan, au Musée Victoria et Albert et à la Mall Gallery à Londres, au Musée d’Art Moderne de St. Petersburg, à l’Aéroport JFK de New York et au siège des Nations unies,.

### Musique

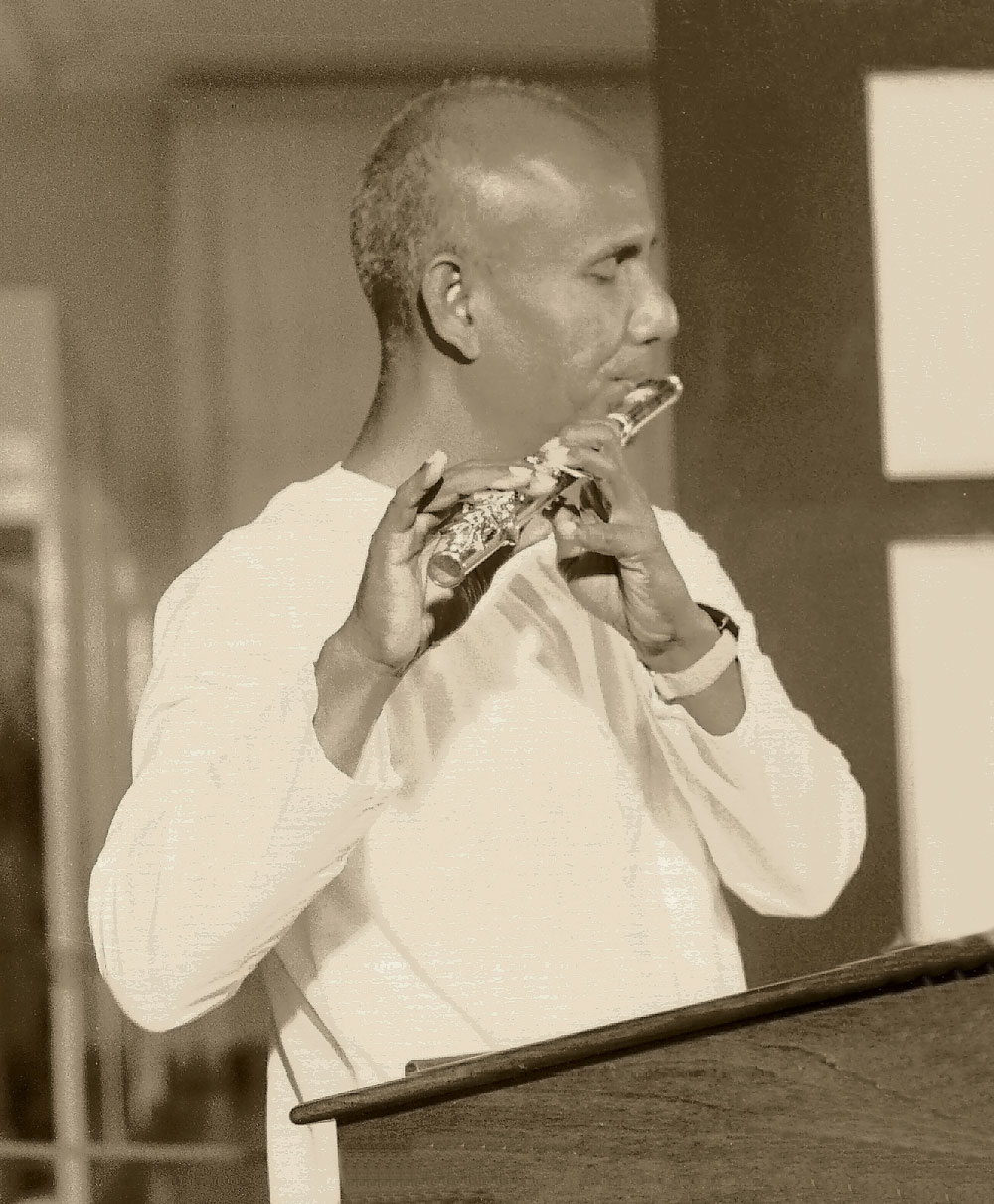
Sri Chinmoy jouant de la flûte à Bonn en 1980

Chinmoy a écrit la plupart de ses chants en bengali, sa langue maternelle, mais également en anglais. Selon le Centre Sri Chinmoy, il en aurait composé environ 20 000, dont beaucoup sont publiés sous Licence Creative Commons sur le site Sri Chinmoy Songs (paroles et partitions) et Radio Sri Chinmoy (audio).
Il sort deux albums en Jamaïque sous le label de la filiale Studio One Port-O-Jam,. En 1976, Chinmoy publie un album méditatif sur Folkways Records intitulé Musique pour la méditation.
Chinmoy a également donné environ 800 concerts de paix gratuits dans des sites remarquables à travers le monde, y compris le Royal Albert Hall de Londres, le Lincoln Center de New York et Carnegie Hall, le Nippon Budokan de Tokyo, le Carrousel du Louvre à Paris et l'Opéra de Sydney.
Chinmoy a joué d'un certain nombre d'instruments différents lors de ses concerts, dont la flûte, l'esraj, le piano, le violoncelle et d'autres instruments d'Orient et d'Occident.

## Athlétisme
Sri Chinmoy, selon le concept de « l'esprit sain dans un corps sain », a également préconisé avec les pratiques méditatives, la pratique du sport et de l’athlétisme, avec notamment la course à pied, la natation et l'haltérophilie. Il a fondé un club de course, le Sri Chinmoy Marathon Team, qui organise de nombreuses courses, y compris des ultras-marathons et triathlons. Il a lui-même été un coureur actif jusqu'à une blessure au genou où il s'est mis à l'haltérophilie.

### Course à pied

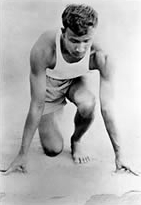
Chinmoy au départ d'un sprint dans sa jeunesse

En 1977, une équipe de marathon est créée par ses soins, organisant des événements de course, de natation et de cyclisme dans le monde entier, des courses amusantes aux ultra-marathons,,. L'événement précurseur fut le Liberty Torch Run en 1976, un relais dans lequel 33 coureurs ont marqué le bicentenaire américain en couvrant 8 800 miles en 7 semaines dans 50 États. Ce concept est élargi en 1987 pour devenir la course de la paix Sri Chinmoy Oneness-Home (la course de Sri Chinmoy pour l'unité), puis la World Harmony Run (course pour l'harmonie mondiale). La course de la paix se tient généralement tous les deux ans et la première est lancée en avril 1987 devant le World Trade Center de New York,.
En 1985, Chinmoy, avec le maire d'Oxford, inaugure le premier Sri Chinmoy Peace Mile, qui est un parcours d'un mile (1 609 m) dédié à la paix, mesuré dans le parc Cutteslowe (en). Oxford donne ainsi aux joggeurs un moyen de mesurer leurs progrès. Il existe maintenant de nombreux « miles de la paix » dans le monde entier.
À partir de 1996, Sri Chinmoy fonde également les courses de 6 et 10 jours Self-Transcendence, qui se déroulent simultanément dans le quartier new-yorkais du Queens chaque avril, et la course de 3100 miles Self-Transcendence, décrite par le New York Times comme le « Mont Everest des ultramarathons », elle-même issue d'un 2 700 miles des années précédentes. Cette course de 3 100 miles (4 989 km), qui se déroule entre le mois de juin et d'août chaque année sur une période maximale de 52 jours, est la course à pied certifiée la plus longue au monde.
Chinmoy a continué à pratiquer la course jusqu'à la fin de la soixantaine, avant qu'une blessure au genou n'entrave sa capacité à courir. Il se porte ensuite sur le tennis et l’haltérophilie,.

### Haltérophilie

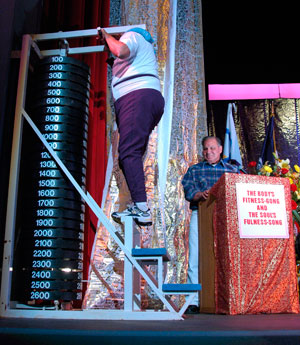
Sri Chinmoy fait une démonstration publique en 2004 sous la supervision de Bill Pearl

Chinmoy commence l'haltérophilie en 1985, à l'âge de 54 ans. Son haltérophilie comprend une gamme de machines conçues pour accroître sa force et sa capacité. Son message au public dans ses efforts d'haltérophilie était que tout était possible à condition de mettre de côté les limites de l'esprit,,. Il aurait par exemple soulevé plus de 450 kilos avec un seul bras dans les années 1980. Bill Pearl, cinq fois Mister Univers, a joué le rôle de maître de cérémonie dans plusieurs des présentations de performances de Chinmoy. Lors d'une de ces présentations d'exercices d'haltérophilie de Sri Chinmoy en 1999, Bill Pearl écrit : « Aujourd'hui, vous allez voir des exploits de force physique étonnants que moi-même — et je suis dans ce domaine depuis cinquante-cinq ans — ne tenterais même pas de faire ». Chinmoy déclare que sa motivation à effectuer de tels soulevés est d'inspirer les autres, en particulier ceux des générations plus âgées. En 2006, il dit : « Si je peux inspirer, ne serait-ce qu’une seule personne en ce monde, alors j’ai l’impression que ma vie a un sens. Avec mon haltérophilie, j'offre ma force physique pour inspirer les gens ». Dans une de ces manifestations publiques, il soulève 100 kilos environ avec une seule main, devant une foule de 2 000 personnes au Lincoln Center à New York en 1988.

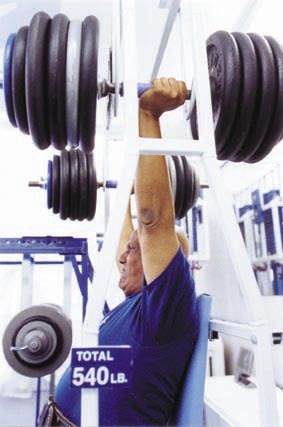
Sri Chinmoy avec 240 kg

Dans un programme créé en 1998 intitulé « Lifting up the world with a Oneness Heart » (soulever le monde avec un cœur d'unité), Chinmoy soulève des personnes qui inspirent le monde alors qu'elles se tiennent debout sur une plate-forme au-dessus de sa tête. Chinmoy décrit sa motivation : « Je les soulève pour montrer mon appréciation pour leurs réalisations ». Parmi certaines des 7 000 personnes qu'il a soulevé, sont inclus : Nelson Mandela, Desmond Tutu, Mohamed Ali, Sting, Eddie Murphy, Susan Sarandon, Roberta Flack, Yoko Ono, Jeff Goldblum, Richard Gere, Helen Hunt. Vingt lauréats du prix Nobel et une équipe de lutteurs de sumo ont également été soulevés.
En 2011, un film intitulé Challenging Impossibility, évoquant les exploits de Chinmoy, est présenté au festival du film de TriBeCa. Il reçoit le soutien de nombreux culturistes connus, tels que Bill Pearl, Frank Zane et Hugo Girard, qui assistent aux démonstrations et sont intrigués et inspirés par un homme au physique ordinaire qui soulève des poids aussi lourds à un âge aussi avancé. Frank Zane, trois fois Mr. Olympia à la fin des années 1970 et l'une des rares personnes à avoir battu Arnold Schwarzenegger, dit de Chinmoy : « Il a sacrifié son corps pour diffuser son message spirituel ». Hugo Girard, qui a remporté la compétition de l'homme le plus fort au Canada de 1999 à 2004, a remercié Chimoy pour l'avoir aidé à se rendre compte que le powerlifting est vraiment entièrement dans la tête. « Il n'a pas laissé sa taille ou son âge l'arrêter », a déclaré Girard, « dès que vous pensez au poids que ça pèse, vous échouez »,.

### Essais
- (1974) Yoga and the Spiritual Life - Aum Publications
- (1974) The Inner Promise: Paths to Self Perfection - Wildwood House
- (1975) Astrology, the Supernatural and the Beyond - Aum Publications
- (1977) Everest Aspiration - Aum Publications
- (1984) The Summits of God-Life: Samadhi and Siddhi - Aum Publications
- (1986) A Child's Heart and a Child's Dreams - Aum Publications
- (1989) Meditation: Man-Perfection in God-Satisfaction - Aum Publications
- (1990) On Wings of Silver Dreams - Aum Publications
- (1992) Kundalini: The Mother-Power - Aum Publications
- (1994) Garden of the Soul - Health Communications Inc.
- (1994) My Life's Soul-Journey - Aum Publications
- (1997) God Is... - Aum Publications
- (1997) Wings of Joy - Simon and Schuster
- (2007) Power Within: Secrets of Spirituality and Ocultism - Guru Noka Publications
- (2007) Heart-Garden - New Holland Publishing

### Poésie
- (1979–1983) Ten Thousand Flower-Flames - Agni Press (100 volumes)
- (1983–1998) Twenty-Seven Thousand Aspiration-Plants - Agni Press (270 volumes)
- (1998–2007) Seventy-Seven Thousand Service-Trees - Agni Press (50 volumes)
- (1973)  The Dance of Life
- (1974)  The Wings of Light
- (2000–2007) My Christmas-New Year-Vacation-Aspiration-Prayers (51 volumes)

### Pièces de théâtre
- (1973) Sri Ramachandra - My Rama is My All - A play on the life of Sri Ramachandra
- (1973) The Singer Of The Eternal Beyond - A play on the life of Krishna
- (1973) Siddhartha Becomes The Buddha - A Play on the life of Lord Bouddha
- (1973) The Son - A play on the life of Jesus Christ
- (1973) Lord Gauranga: Love Incarnate - A Play on the life of Sri Chaitanya
- (1973) Drink, Drink, My Mother's Nectar - A play on the life of Râmakrishna
- (1973) The Heart Of A Holy Man - various plays on spiritual figures
- (1973) Supreme Sacrifice - a book of spiritual plays
- (1974) The Descent of the Blue - A play about the life of Sri Aurobindo